# شوالمتال (هسن)
شوالمتال (به آلمانی: Schwalmtal) یک شهر در آلمان است که در فگلسبرگکرایس واقع شده‌است. شوالمتال ۳٬۰۷۵ نفر جمعیت دارد.